# Neoliochthonius globuliferus
Neoliochthonius globuliferus är en kvalsterart som först beskrevs av Karl Strenzke 1951.  Neoliochthonius globuliferus ingår i släktet Neoliochthonius och familjen Brachychthoniidae. Inga underarter finns listade i Catalogue of Life.